# 格扎维埃·埃吕埃尔
格扎维埃·埃吕埃尔（法語：Xavier Eluère，1897年9月8日—1967年2月5日），法国男子拳击运动员。他曾代表法国参加1920年夏季奥林匹克运动会拳击比赛，获得一枚铜牌。他也曾两次夺得全国业余锦标赛冠军。